# Thomas Mogensen

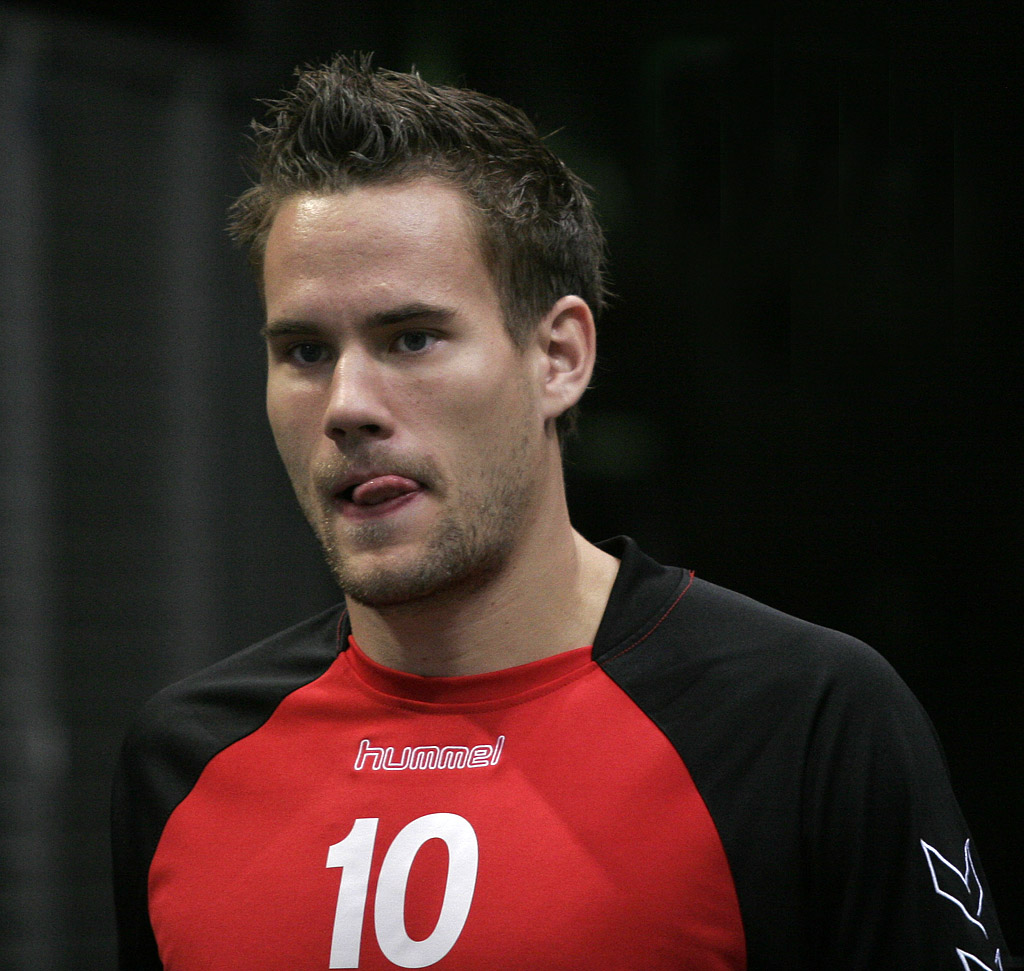
Thomas Mogensen, 2007.

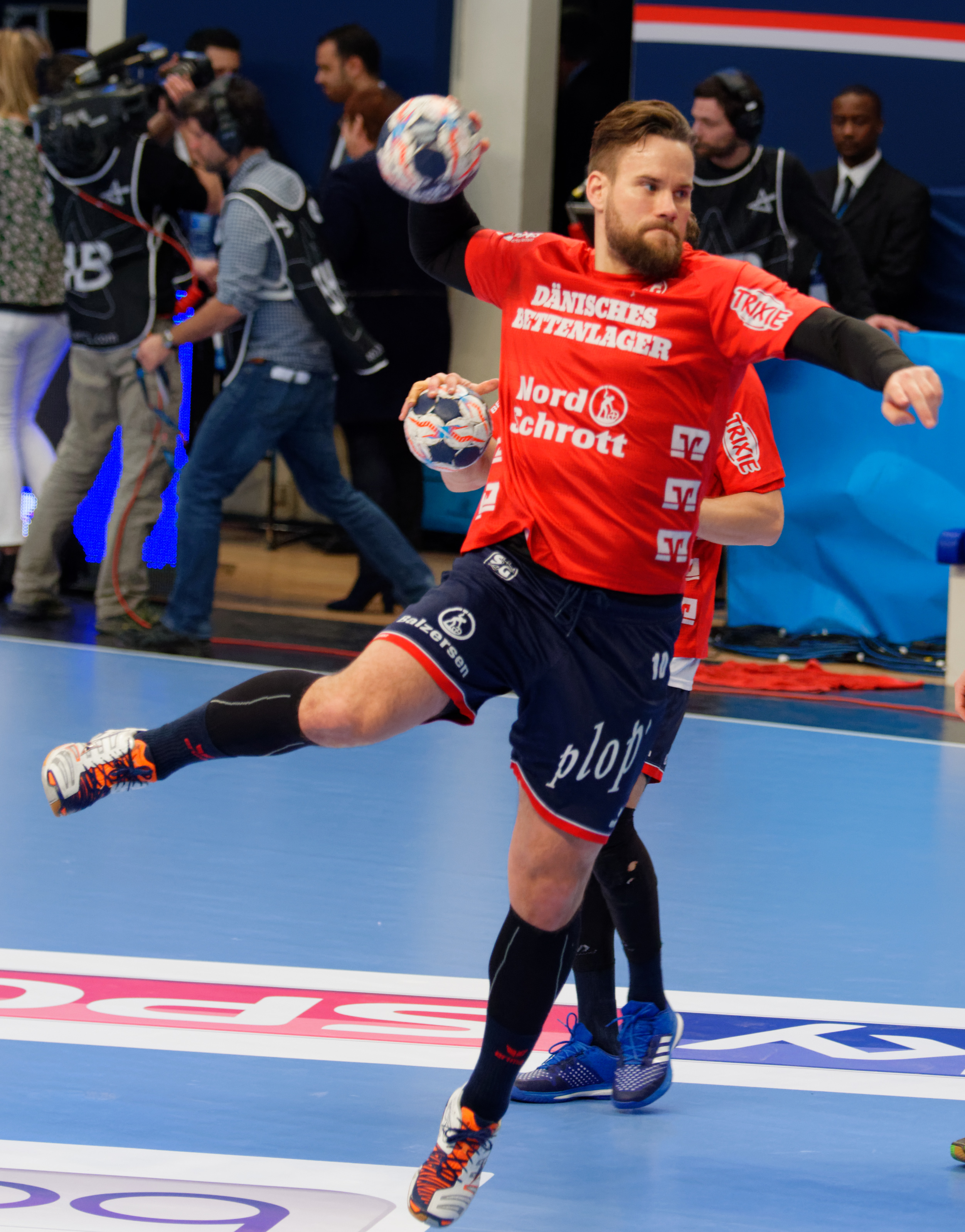
Thomas Mogensen, 2018.

Thomas Mackeprang Mogensen, tidigare Thordal Mogensen, född 30 januari 1983 i Odder, är en dansk tidigare handbollsspelare (mittnia). Han spelade under största delen av sin karriär, från 2007 till 2018, för den tyska storklubben SG Flensburg-Handewitt. Han debuterade i Danmarks landslag 2003, spelade 106 landskamper och gjorde 261 mål, men beslöt sig 2014 för att tacka nej till vidare landslagsspel. Den främsta landslagsmeriten blev EM-guldet 2012 i Serbien.

## Klubbar
- Odder IGF (1988–2002)
- Viborg HK (2002–2003)
- GOG Håndbold (2003–2007)
- SG Flensburg-Handewitt (2007–2018)
- Skjern Håndbold (2018–2020)
- SønderjyskE Håndbold (2020–2022)

## Meriter
- Champions League-mästare 2014 med SG Flensburg-Handewitt
- Tysk cupmästare 2015 med SG Flensburg-Handewitt
- Tysk mästare 2018 med SG Flensburg-Handewitt